# Кустарниковый скрытохвост
Кустарниковый скрытохвост (лат. Crypturellus cinnamomeus) — вид птиц из семейства Тинаму.

## Ареал
Распространён на тихоокеанском побережье и в южных штатах Мексики, Гватемале и Белизе, вдоль Тихого океана ареал достигает Коста-Рики.
Этот вид предпочитает влажные низинные и листопадные леса в субтропических и тропических областях, однако, встречается и в сухих кустарниках на высоте до 3640 м.
Обитает в достаточно труднодоступных местах, охранный статус — LC.
Ареал пересекается с местами обитания аспидогорлого скрытохвоста, с которым может давать гибриды.
402.4-448

## Описание
Кустарниковый скрытохвост достигает длины 25—30 см и массы от 400 до 450 г. Оперение верхней части тела коричневое, с густыми черноватыми полосами на спине и крыльях. Нижняя часть тела бледно-коричневая, грудь коричневая, брюхо более серое. Голова коричневая, с выступающей желтовато-коричневой надбровной линией, коричневатый клюв и красные ноги.
Рацион состоит в основном из фруктов, ягод, семян и беспозвоночных. Гнёзда строит на земле, откладывает обычно 3-7 блестящих с пурпурным оттенком яиц.

## Подвиды
Crypturellus образовано от греческих слов κρυπτός — «скрытый», οὐρά — «хвост», и -ellus, латинским уменьшительным суффиксом. Вид впервые описан Лессоном в 1842 году по птицам, обитающим на территории департамента Ла-Уньон.
Выделяют 9 подвидов куртарникового скрытохвоста:
- C. c. occidentalis — тихоокеанское побережье Мексики от Синалоа до Герреро.
- C. c. mexicanus — северо-восток Мексики — Тамаулипас, Веракрус, и Пуэбла.
- C. c. soconuscensis — тихоокеанское побережье штатов Чьяпас и Оахака.
- C. c. vicinior — горные районы в штате Чьяпас, Гватемала и западный Гондурас.
- C. c. cinnamomeus — штат Чьяпас, Сальвадор, Гватемала, Гондурас.
- C. c. sallaei — южная Мексика — Пуэбла, Чьяпас, Оахака.
- C. c. goldmani — юго-восток Мексики — Юкатан Кинтана-Роо, Кампече и Табаско, а также север Гватемалы и Белиз.
- C. c. delattrii — тихоокеанское побережье Никарагуа.
- C. c. praepes — тихоокеанское побережье Коста-Рики.